# Sidi Abdelkrim
Sidi Abdelkrim (franska: Sidi Abdelkrim (CR), Sidi Abdelkrim (Commune Rurale), arabiska: السكامنة) är en kommun i Marocko.   Den ligger i provinsen Settat och regionen Casablanca-Settat, i den norra delen av landet, 100 km söder om huvudstaden Rabat. Antalet invånare är 8 903.